# Karstenhoeve

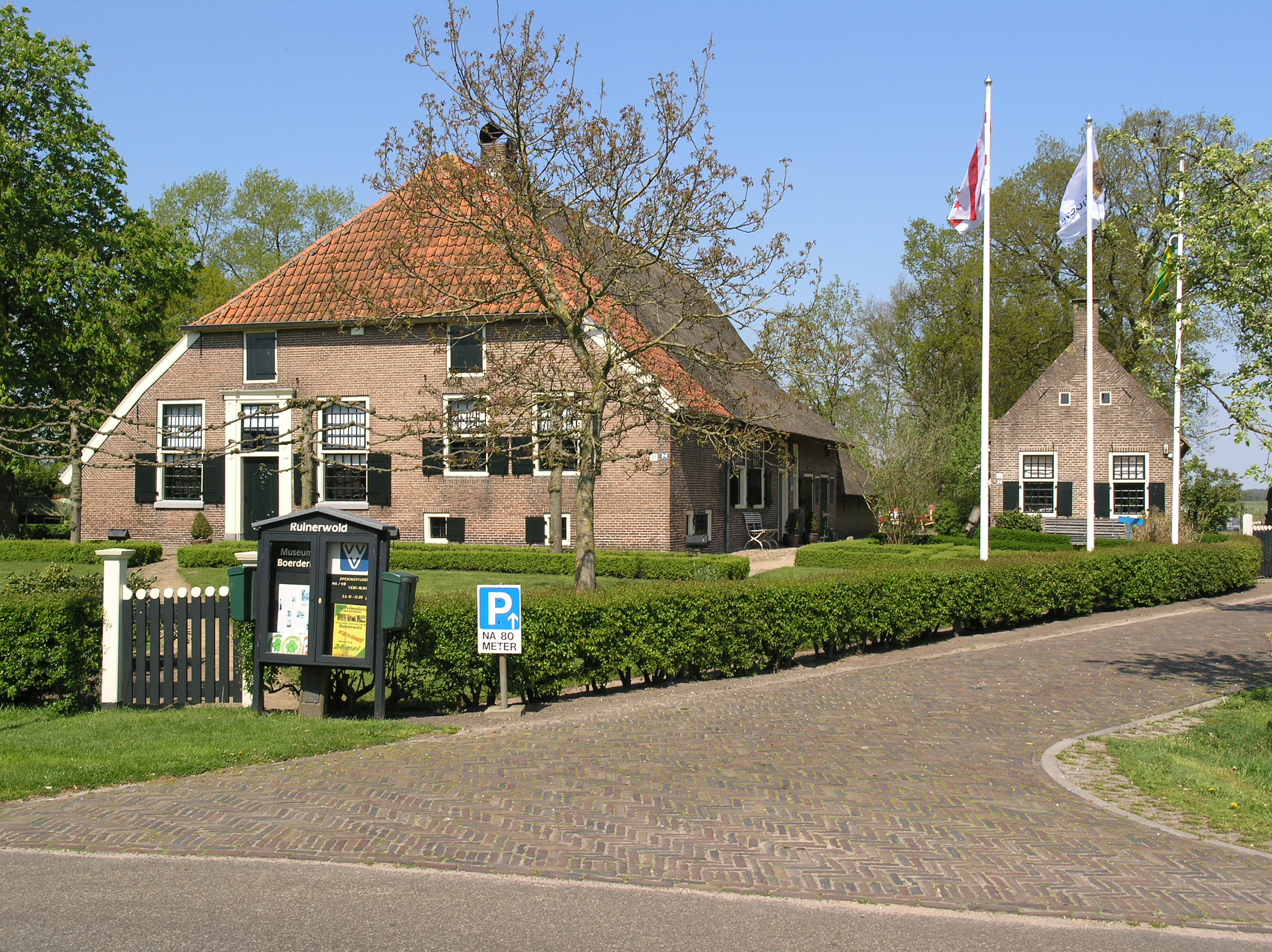
Karstenhoeve

De Karstenhoeve is een museumboerderij in de Nederlandse plaats Ruinerwold.

## Beschrijving
Deze  prachtige authentieke boerderij stamt uit 1680. Deze datering staat op de bovendorpel  in de melkkamer. In de 18e eeuw en daarna is de boerderij diverse malen gewijzigd. In de boerderij bevindt zich de Pronkkamer met gesneden kastenwanden, een ingericht kabinet en een beschilderde schouw, een keuken met kelder en een opkamer.  Ook is op de deel nog een oude rosmolen aanwezig. De naam van de boerderij is ontleend aan het boerengeslacht Karsten, dat deze boerderij tot in de 19e eeuw heeft bewoond.  
In 1953 kocht de toenmalige gemeente Ruinerwold de boerderij en liet deze vervolgens restaureren. Daarna kreeg de Karstenhoeve een nieuwe bestemming als museumboerderij. De inrichting van de boerderij weerspiegelt het leven van welgestelde boeren in de 19e eeuw in Drenthe.
De Karstenhoeve is erkend als een rijksmonument. De pronkkamer van de boerderij doet tevens dienst als officiële trouwlocatie van de gemeente De Wolden.